# Grayenulla spinimana
Grayenulla spinimana là một loài nhện trong họ Salticidae.
Loài này thuộc chi Grayenulla. Grayenulla spinimana được Marek Żabka & Gray miêu tả năm 2002.